# Kirker i Holbæk Amt
Dette er en liste over kirker i Holbæk Amt, efter 1660 bestod af amterne Kalundborg Amt, Sæbygård Amt, Dragsholm Amt og Holbæk Amt. Amtet blev i 1970 lagt sammen med Sorø Amt til Vestsjællands Amt.

## Ars Herred
- Kalundborg – Nyvangs Kirke
- Kalundborg – Raklev Kirke
- Kalundborg – Vor Frue Kirke, Kalundborg
- Lille Fuglede Kirke
- Rørby Kirke
- Røsnæs Kirke
- Store Fuglede Kirke
- Svallerup Kirke
- Tømmerup Kirke
- Ubby Kirke
- Årby Kirke

## Løve Herred
- Bakkendrup Kirke
- Buerup Kirke
- Drøsselbjerg Kirke
- Finderup Kirke
- Gierslev Kirke
- Vester Løve Kirke – Gierslev Sogn
- Gørlev Kirke
- Hallenslev Kirke
- Havrebjerg Kirke
- Kirke Helsinge Kirke
- Reerslev Kirke
- Reersø Kirke i Reersø Sogn
- Ruds Vedby Kirke
- Skellebjerg Kirke
- Solbjerg Kirke
- Sæby Kirke
- Ørslev Kirke

## Merløse Herred
- Butterup Kirke
- Kolonien Filadelfia Kirke i Tersløse Sogn
- Grandløse Kirke
- Holbæk – Sankt Nikolai Kirke
- Kirke Eskilstrup Kirke i Kirke Eskilstrup Sogn
- Kvanløse Kirke
- Tveje Merløse Kirke
- Niløse Kirke
- Nørre Jernløse Kirke
- Skovkirken i Tersløse Sogn
- Soderup Kirke
- Stenlille Kirke
- Store Tåstrup Kirke
- Sønder Asmindrup Kirke
- Sønder Jernløse Kirke
- Søndersted Kirke
- Søstrup Kirke
- Tersløse Kirke
- Tølløse Kirke
- Ugerløse Kirke
- Undløse Kirke
- Ågerup Kirke

## Ods Herred
- Asnæs Kirke
- Egebjerg Kirke
- Fårevejle Kirke
- Dragsholm Kirke – Dragsholm Sogn
- Grevinge Kirke
- Højby Kirke
- Hørve Kirke
- Lumsås Kirke
- Nykøbing Sj. Kirke i Nykøbing Sj Sogn
- Nørre Asmindrup Kirke
- Odden Kirke
- Rørvig Kirke
- Vallekilde Kirke
- Vig Kirke

## Samsø Herred
- Besser Kirke
- Kolby Kirke
- Nordby Kirke
- Langør Kirke – Nordby Sogn
- Onsbjerg Kirke
- Tranebjerg Kirke
- Ørby Kirke – Tranebjerg Sogn

## Skippinge Herred
- Alleshave Kirke i Alleshave Sogn
- Aunsø Kirke i Aunsø Sogn
- Aunsø Gamle Kirke i Aunsø Sogn
- Bjergsted Kirke
- Bregninge Kirke
- Føllenslev Kirke
- Nekselø Kirke – Føllenslev Sogn
- Holmstrup Kirke
- Jorløse Kirke
- Sejerø Kirke
- Særslev Kirke
- Viskinge Kirke
- Værslev Kirke

## Tuse Herred
- Frydendal Kirke
- Gislinge Kirke
- Hagested Kirke
- Hjembæk Kirke
- Hørby Kirke
- Jyderup Kirke
- Kundby Kirke
- Mørkøv Kirke
- Orø Kirke
- Skamstrup Kirke
- Stigs Bjergby Kirke
- Svinninge Kirke
- Tuse Kirke
- Udby Kirke